# Casal del Metge

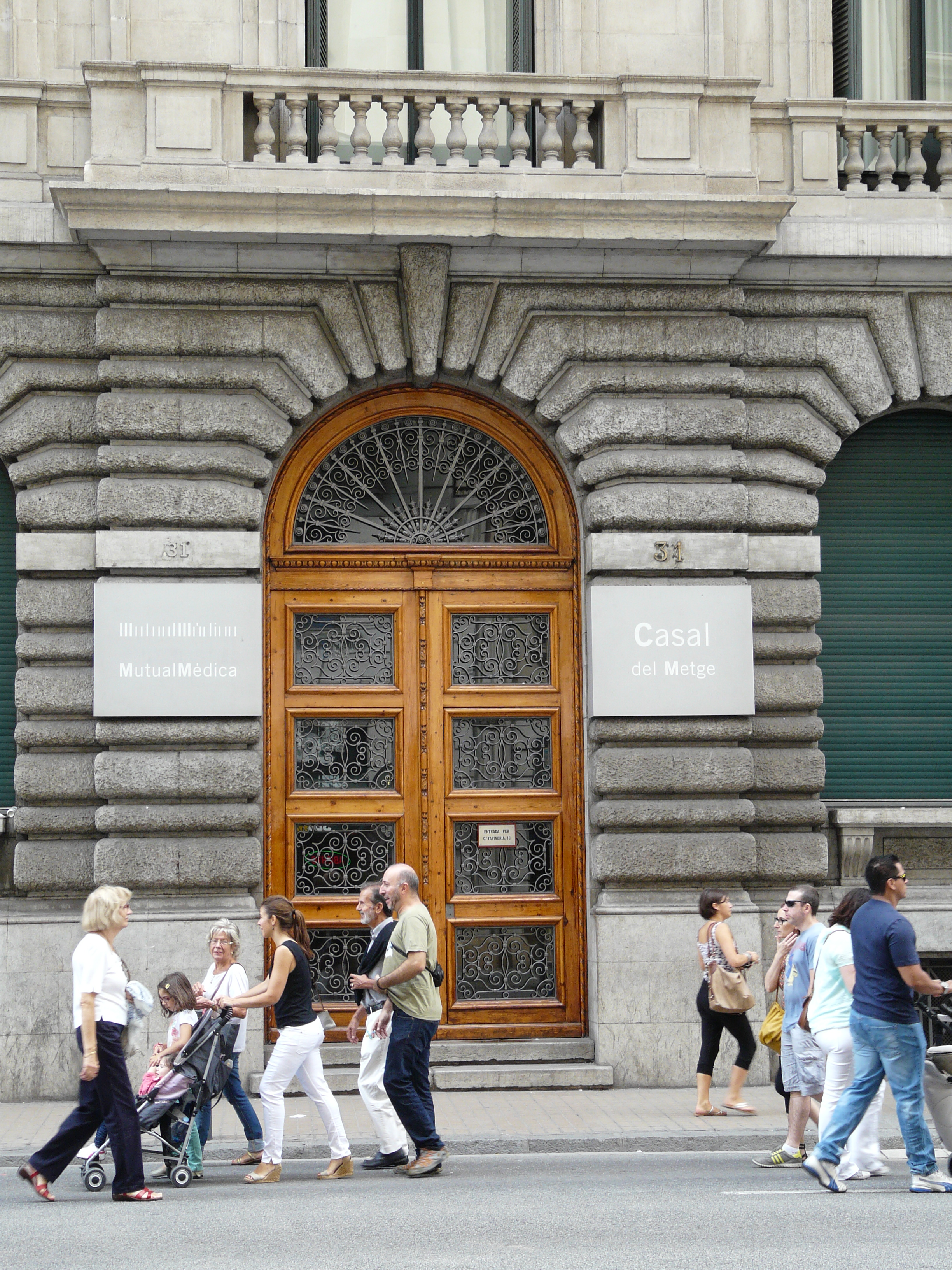
Detall de la façana

El Casal del Metge és un edifici noucentista situat a la Via Laietana, 31 de Barcelona, catalogat com a bé cultural d'interès local. Segons Oriol Bohigas, és on el llenguatge clàssic es manifesta amb una correcció i una eficàcia urbanística més grans, juntament amb la Casa Cambó i la seu del Foment del Treball Nacional.

## Història
Va ser projectat el 1930 pels arquitectes Adolf Florensa i Enric Catà com a seu del Sindicat de Metges de Catalunya, amb les seccions de Mutual Mèdica de Catalunya i Balears, Cooperativa de Consum, Caixa, etc.), el Col·legi de Metges de Barcelona i l'Acadèmia de Ciències Mèdiques de Catalunya i Balears. El juliol del 1932 ja hi va tenir lloc la primera assemblea de l'associació, tot i que l'acte d'inauguració es va fer el 10 de desembre següent.

## Descripció
Es tracta d'un edifici d'oficines de planta baixa i cinc pisos, a més d'un semisoterrani. Tot i que la façana principal és la que afronta a la Via Laietana, actualment l'accés es produeix des del carrer de la Tapineria, 8-10.
Les dues façanes, amb elements clàssics, estan fetes amb un rigor florentí traspassat a les escales urbanes noves. La simetria en els eixos horitzontals i verticals és un dels elements més rellevant dels edificis, amb les obertures reproduïdes a ritme regular. La que afronta a la Via Laietana disposa d'un tram central lleugerament avançat en l'eix vertical que reforça la simetria del conjunt. La planta baixa té nou obertures. El portal d'accés i els dos finestrals situats a banda i banda estan resolts amb arc de mig punt. Aquesta part de la façana està realitzada amb carreus buixardats que dibuixen motius geomètrics amb les seves juntes que destaca respecte a la resta de la façana, acabada amb pedra polida. Per sota d'aquestes finestres, el sòcol de pedra polida, hi ha unes altres de petites, de llinda plana, que il·luminen una planta semisoterrània.
Per sobre d'una petita cornisa que la separa del pis superior hi ha les cinc balconades del primer pis, de les quals únicament la central és en voladís. Sobre totes obertures s'hi ha disposat un frontó triangular, a manera de guardapols, sostingut per mènsules i units entre ells per una petita cornisa. El frontó de l'obertura central està trencat per un escut d'Esculapi flanquejat per sengles gerres curulles de florons de pedra i, sota, un medalló amb la data 1932. Dels pisos superiors en destaca el tercer, amb una balconada correguda que uneix les tres obertures centrals, on únicament la de l'eix presenta un frontó a sobre i la superior, on entre les obertures s'hi ha disposat columnes dòriques adossades de fust de secció semicircular. Sobre aquestes columnes hi trobem el coronament, format per alternança de tríglifs i mètopes decorades amb un disc ornat central al damunt de les quals s'hi obre una cornisa sustentada per senzilles mènsules i tot plegat rematat amb un frontó central. La façana del carrer Tapineria reprodueix les fórmules classicitzants i de simetria, amb lleugers canvis en la disposició, ordre i acabament de les obertures.
Destaquen també una sèrie de dependències representatives, entre les quals sobresurten el pati central i la sala d'actes, on Florensa remet, per mitjà dels elements arquitectònics i decoratius, a diversos detalls de l'edifici del Col·legi de Cirurgia, que en una època havia acollit la Facultat de Medicina.

## Sala d'actes
La sala d'actes té capacitat per a 320 persones. S'utilitza en actes institucionals i està oberta a actes públics com concerts, representacions teatrals i conferències (entre d'altres, hi han parlat Ángel Ossorio y Gallardo, Emil Ludwig (1933), Eduard Marquina (1935), Federico García Lorca (1933), Daniel Alfaro Siqueiros (1937), etc.). Per les seves dimensions i bona acústica, s'hi han dut a terme concerts de cambra o de solistes, alguns de molta anomenada.
Des del 30 de desembre de 1932 s'hi van donar els concerts d'Audicions Íntimes de l'Associació de Música da Càmera. L'abril de 1936 va ser una de les seus del Festival de la Societat Internacional de Música Contemporània, i hi va acollir concerts de música contemporània, amb actuacions de músics com Ernst Krenek (com a pianista, autor i conferenciant, 17 d'abril) i Benjamin Britten (21 d'abril). Hi han actuat: Gaspar Cassadó (abril de 1933 i hi actuarà més vegades), Pau Casals (1935), Emili Pujol (1936), Conxita Badia diversos cops, Willie «The Lion» Smith (1950), Mercè Plantada, Alícia de Larrocha, Ruggiero Ricci (1998), etc.

### Estrenes absolutes
- 1935 Dafnis i Cloe, òpera de cambra d'Antoni Marqués (27 de gener)
- 1936 Canigó, òpera d'Antoni Massana i llibret de Josep Carner (en versió de concert)
- 1936 Set cançons de Pau Casals (30 de gener)
- 1936 Sonatina antiga de Manuel Blancafort (abril)
- 1944 Comptines IV-VI i Cantar del alma, per a veu de soprano i piano (15 de desembre) de Frederic Mompou
- 1946 Dos melodías sobre text de Juan Ramón Jiménez de Frederic Mompou (6 de juny)
- 1950 Preludi núm. 11 de Frederic Mompou (6 de novembre).
- 1994 Sis cançons mallorquines per a mezzo i quartet de cordes, de Bernat Vivancos (25 de març).